# Шанкр
Шанкр (також Твердий шанкр, Первинна сифілома; англ. chancre, лат. ulcus durum, sclerosis primaria, sifiloma primaria, erosia indurativa) — симптом, форма первинного ураження при сифілісі, безболісна виразка, яка частіше за все виникає на геніталіях. Це ураження формується приблизно через 21 день після проникнення в організм Treponema pallidum. Іноді термін «шанкр» застосовується до уражень при інших хворобах.
Шанкр зазвичай утворюються на пенісі та калитці, статевих губах і голівці клітора, області ануса, на лобку, в ротовій порожнині: на губах, яснах, язику, в ротоглотці, на внутрішній поверхні стегон, грудях, животі, обличчі, зрідка на повіках і кон'юнктиві. Шанкр може розташовуватися всередині геніталій, зокрема, на стінках піхви або шийці матки, тоді його виявити складно.
Шанкр може загоїтися протягом 4-8 тижнів без лікування. Ерозія може пройти безслідно, лише зрідка залишається пігментна пляма. При загоєнні виразки залишається рубець. За кілька днів до загоєння шанкра на тілі може з'явитися сверблячий висип.
Шанкр, як й інші безболісні виразки, які утворюються на початковій стадії сифілісу, належать до поняття первинного афекту.

## Етимологія
Слово «шанкр» (французька вимова ɑ̃kʁ) означає «маленька виразка» давньофранцузькою.

## Патогенез і клінічний перебіг
Інкубаційний період триває в середньому від 14 до 60 діб, хоча відомі спостереження більшої тривалості, що залежить від стану імунітету на момент зараження. Тривала інкубація зазвичай зустрічаються у людей, які вживали на момент зараження антибактерійні препарати для лікування інших хвороб. Збудники проникають через неушкоджені слизові оболонки або мікроскопічні садна шкіри. Вони можуть вижити лише недовго поза організмом; а отже, передача майже завжди вимагає безпосереднього контакту із запальним вогнищем. Упродовж кількох годин потрапляють у лімфатичні шляхи та частково в кров, спричиняючи системну інфекцію. Надалі розмножуються в лімфатичній системі, поки не досягнуть максимальної концентрації. Потім у великій кількості проникають до кровотоку і поширюються по організму. Потрапивши у м'які тканини, збудник починає активно розмножуватися. У цей період не виключено незначне підвищення температури (субфебрилітет), збільшення лімфовузлів. У місці зараження розвивається запалення.

### Особливості розвитку і прояви шанкру
На слизовій оболонці статевих органів збудник сифілісу посилено розмножується й поширюється на найближчі ділянки тіла. Спочатку на шкірі утворюється рожева пляма, згодом на цьому місці виникає щільний вузлик, через 7-10 днів він некротизується і перетворюється на виразку, рідше ерозію. Таким чином формується справжній шанкр, виразка округлої форми з блискучою поверхнею та затвердінням в основі. Через кілька днів після появи виразки різко збільшуються найближчі лімфатичні вузли. Це — первісний період сифілісу. Він триває приблизно місяць, та оскільки сифілітична виразка і збільшення лімфатичних вузлів не супроводжуються болем, хворий на сифіліс може не помічати ознак хвороби і не звернутися вчасно за медичною допомогою.
Патоморфологічно шанкр характеризується мононуклеарною лейкоцитарною інфільтрацією, притоком туди макрофагів і лімфоцитів. Запальна реакція спричинює місцевий облітеруючий ендартеріїт.
Шанкр має правильну округлу або овальну форму і чіткі межі, що виступають над шкірою, розміром від 5 до 30 мм, рідше більше. Краї щільні, валикоподібні. Дно червоне, рідше нагадує за забарвленням поверхню м'яса, може бути червоно-буре, а сам шанкр виглядає лакованим. Основна ознака твердого шанкра — хрящувате ущільнення в основі виразки, яке прощупується при пальпації. При натисканні шанкр безболісний. Шкіра навколо шанкру чиста, без ознак запалення. Якщо виразка покривається кіркою, то шанкр називається кірковим. Якщо натиснути на кірку, то виступить жовтувата рідина, в якій міститься висока концентрація трепонем. Такий шанкр образно називають «шанкром, що плаче».
Виразки уражають глибокі шари шкіри. Можуть наскрізь проходити дерму до підшкірної клітковини. Мають шорсткувате, покрите гнійним нашаруванням дно. Ерозії розташовуються ближче до поверхні. Дно їх гладке, блискуче, за формою нагадує блюдце.
Близько 70–80 % пацієнтів мають еластичні, неболючі, набряклі збільшені лімфатичні вузли протягом першого тижня хвороби.
Навіть без лікування виразка може загоїтися. Після формування рубця сифіліс прогресує, починається 2-а стадія захворювання.

## Класифікація

### За кількістю
- Одиничний
- Множинний:

- Шанкри-«близнюки», що виникають при одночасному зараженні, коли збудник потрапляє в організм пацієнта не в одному, а одразу в декількох вхідних воротах.
- Шанкри, що утворилися внаслідок зараження в різний час. Вони з'являються один за іншим, приблизно в одних і тих же вхідних воротах.
- «Поцілункові» шанкри, що виникають на дотичних поверхнях.

### За розмірами
Крім стандартних розмірів від 5 до 10 мм, зустрічаються гігантські та карликові шанкри.
- Гігантські надзвичайно рідкісні, можуть досягати до 20 см у діаметрі; локалізуються, в основному, там, де є скупчення жирової клітковини: на животі, стегнах, лобку.
- Карликові також зустрічаються рідкісно, розміром з макове зернятко (1-2 мм), розглянути їх можна тільки через лупу.

### За локалізацією
Є генітальні та екстрагенітальні (за межами геніталій) шанкри. Якщо виникають одночасно обидва види шанкрів, то таке ураження називають біполярним.

### За формою
- Класична округла форма.
- Щілиноподібна форма нагадує тріщини. Вони можуть утворитися в кутах рота, на язику, біля ануса. Зустрічаються зрідка. Розташовуючись у кутах рота, можуть сприйматися як «заїди».
- Коркова форма не ввігнута, покрита кіркою. Зазвичай вона утворюється в місцях, де їх вміст легко сохне, — на поверхні носа, обличчя, у кутах рота.
- Дифтеритична форма вкрита плівкою попелясто-сірого забарвлення, що схожа на дифтерійну. Зустрічається досить часто і локалізуватися може в будь-який області.
- Опікова форма на відміну від інших форм швидко збільшується в діаметрі, при цьому межі шанкра втрачають правильну форму і чіткі обриси, а дно з гладкого стає червоно-зернистим.
- Ерозивна форма характеризується появою численних ерозій, які можуть зливатися. Утворюється виключно на слизових оболонках геніталій.
- Герпетиформна форма названа так за схожість з генітальним герпесом. Це ерозивне утворення, в якому є безліч дрібних виразок з чітко вираженими краями, які не зливаються.